# Eupithecia assimilata
Eupithecia assimilata là một loài bướm đêm trong họ Geometridae.

## Hình ảnh

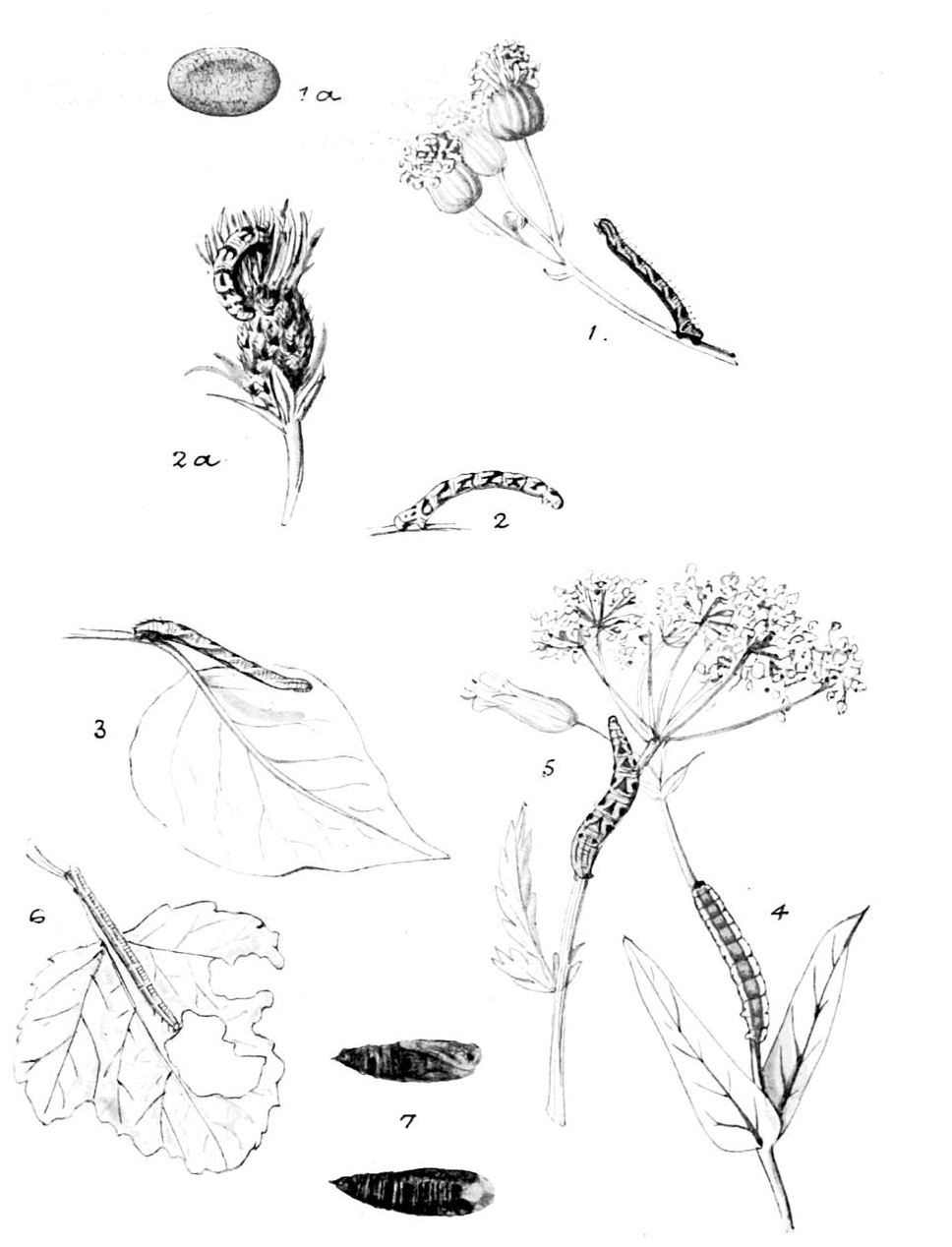
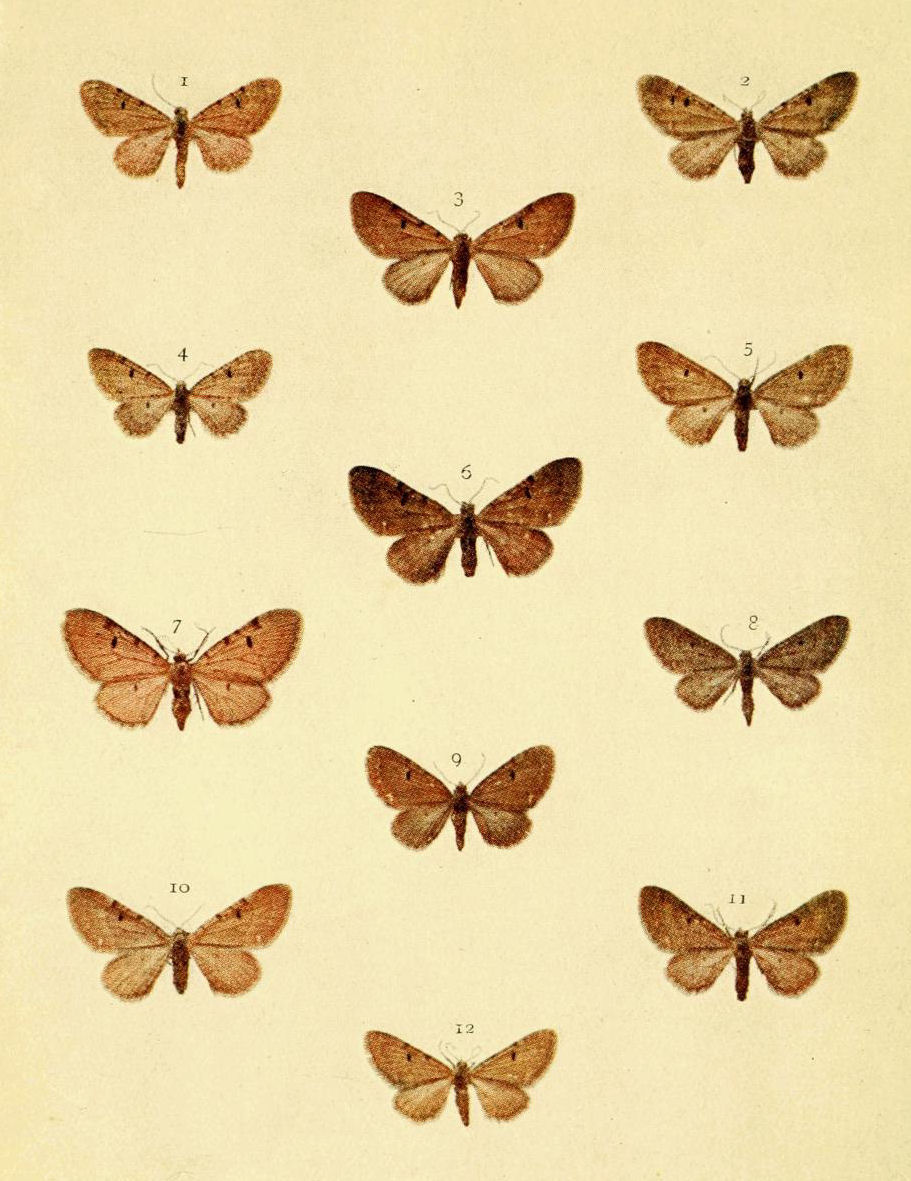